# Рајнсбител
Рајнсбител (њем. Reinsbüttel) општина је у њемачкој савезној држави Шлезвиг-Холштајн. Једно је од 115 општинских средишта округа Дитмаршен. Према процјени из 2010. у општини је живјело 428 становника. Посједује регионалну шифру (AGS) 1051093.

## Географски и демографски подаци
Рајнсбител се налази у савезној држави Шлезвиг-Холштајн у округу Дитмаршен. Општина се налази на надморској висини од 2 метра. Површина општине износи 6,8 km². У самом мјесту је, према процјени из 2010. године, живјело 428 становника. Просјечна густина становништва износи 63 становника/km².